# Конак (Болгария)
Конак (болг. Конак) — село в Болгарии. Находится в Тырговиштской области, входит в общину Попово. Население составляет 39 человек (2022).

## Политическая ситуация
Конак подчиняется непосредственно общине и не имеет своего кмета.
Кмет (мэр) общины Попово — Людмил Веселинов (коалиция в составе 2 партий: Федерация Активного Гражданского Общества (ФАГО), Гражданский союз за новую Болгарию (ГСНБ)) по результатам выборов 2007 года в правление общины.